# من با شما ملاقات می‌کنم
من با شما ملاقات می‌کنم (به هندی: Ayee Milan Ki Bela) فیلمی محصول سال ۱۹۶۴ و به کارگردانی موهان کومار است. در این فیلم بازیگرانی همچون راجندرا کومار، سایرا بانو، درمندرا، نظیر حسین ایفای نقش کرده‌اند.